# Agrostis varians
Agrostis varians é uma espécie de gramínea do gênero Agrostis, pertencente à família Poaceae.